# Vulcanita
La vulcanita és un mineral de la classe dels sulfurs. Rep el nom per la localitat tipus, la mina Good Hope, que es troba a la localitat de Vulcan, a l'estat de Colorado (Estats Units).

## Característiques
La vulcanita és un sulfur de fórmula química CuTe. Cristal·litza en el sistema ortoròmbic. La seva duresa a l'escala de Mohs es troba entre 1 i 2, sent un mineral molt tou.
Segons la classificació de Nickel-Strunz, la vulcanita pertany a «02.CB - Sulfurs metàl·lics, M:S = 1:1 (i similars), amb Zn, Fe, Cu, Ag, etc.» juntament amb els següents minerals: coloradoïta, hawleyita, metacinabri, polhemusita, sakuraiïta, esfalerita, stil·leïta, tiemannita, rudashevskyita, calcopirita, eskebornita, gal·lita, haycockita, lenaïta, mooihoekita, putoranita, roquesita, talnakhita, laforêtita, černýita, ferrokesterita, hocartita, idaïta, kesterita, kuramita, mohita, pirquitasita, estannita, estannoidita, velikita, chatkalita, mawsonita, colusita, germanita, germanocolusita, nekrasovita, estibiocolusita, ovamboïta, maikainita, hemusita, kiddcreekita, polkovicita, renierita, vinciennita, morozeviczita, catamarcaïta, lautita, cadmoselita, greenockita, wurtzita, rambergita, buseckita, cubanita, isocubanita, picotpaulita, raguinita, argentopirita, sternbergita, sulvanita, empressita i muthmannita.

## Formació i jaciments
Va ser descoberta a la mina Good Hope, que es troba a la localitat de Vulcan, al districte de Vulcan del comtat de Gunnison, a Colorado (Estats Units). També ha estat descrita a diferents indrets de Bulgària, Grècia, Noruega, Rússia, l'Aràbia Saudí, el Tadjikistan, el Japó i la República Popular de la Xina.